# 沙普沙农村居民点
沙普沙农村居民点（俄语：Сельское поселение Шапшинское）是俄罗斯联邦沃洛格达州哈罗夫斯克区所属的一个农村居民点。其下辖有25个居民点，行政中心为沙普沙。据2015年统计，该农村居民点的人口为440人。